# Patani (région historique)
Pour les articles homonymes, voir Patani.
La Patani (aussi appelé Patani Raya ou « Grande Patani ») est une région historique à l’extrême nord de la péninsule malaise. Elle inclut les provinces sud thaïlandaise de Pattani, de Yala, de Narathiwat, et de certaines parties de Songkhla.
La région de Patani a des liens historiques avec les sultanats de Singgora, Ligor et de Lingga (près de Surat Thani) à l’époque où le royaume de Patani était autonome du sultanat malais et payait un tribut aux royaumes siams de Sukhothaï et Ayutthaya. Après la chute d'Ayutthaya face au Birmans en 1767, le Sultanat de Patani devint pleinement indépendant, mais sous le roi Rama Ier il tomba de nouveau sous contrôle Siam.
Ces dernières années, un mouvement sécessionniste a cherché à établir un État malais islamique, Patani Darussalam, comprenant les trois provinces du sud de la Thaïlande. Cette campagne a pris un tournant violent après 2001, résultant en des tensions armées dans toute la Thaïlande et l'imposition de la loi martiale.